# Aleksanterinkatu (Helsinki)
Pour les articles homonymes, voir Aleksanterinkatu.
Aleksanterinkatu (en suédois : Alexandersgatan, ou en langue courante Aleksi) est une rue principale d'Helsinki en Finlande.

## Description

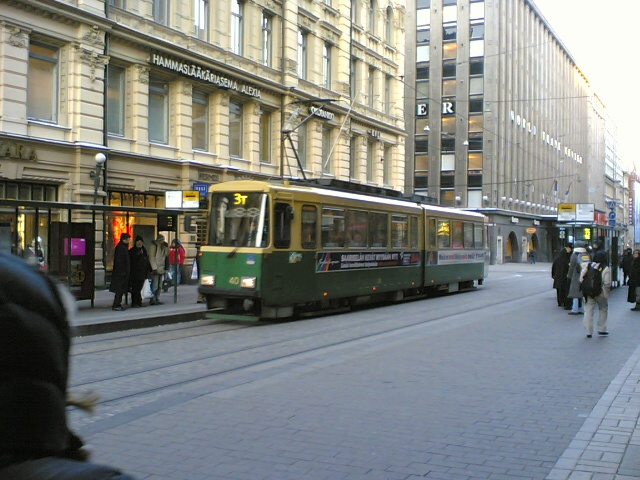
Les passages de tramway sur Aleksanterinkatu.

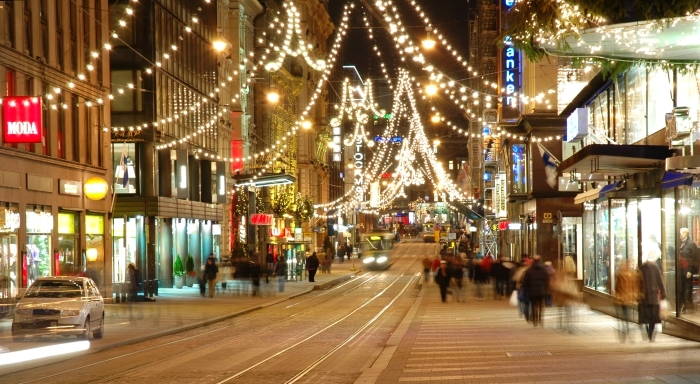
Illuminations de Noël à Aleksanterinkatu.

Aleksanterinkatu traverse selon l'axe est-ouest le centre commerçant. 
Elle part de la rive du canal de Katajanokka et se termine place des trois forgerons (en finnois : "Kolmen sepän aukio") sur Mannerheimintie.
C'est la rue historique principale d'Helsinki dont la partie orientale était, à l'époque suédoise, nommée Storgatan  et Kungsgatan.
En  1833, elle est renommée Aleksanterinkatu en l'honneur du Tsar Alexandre Ier de Russie. 
À la même époque, la rue est prolongée à travers la baie comblée de Kluuvinlahti pour atteindre sa longueur actuelle.

## Bâtiments historiques de Aleksanterinkatu
De nombreux bâtiments historiques sont construits le long de la rue Aleksanterinkatu.
Päävartio Helsinki.j
| No    | Bâtiment                                 | Image | Architecte                                           |
| ----- | ---------------------------------------- | ----- | ---------------------------------------------------- |
| 1     | Ancien bâtiment des douanes maritimes    |       | Samuel Berner Johan Christopher Hillert              |
| 1     | Nouveau bâtiment des douanes maritimes   |       | Carl Albert Edelfelt                                 |
| 2     | Poste de garde                           |       | Carl Ludvig Engel                                    |
| 3     | Palais du Conseil d'État                 |       | Carl Ludvig Engel                                    |
| 5     | Université d'Helsinki                    |       | Johan Sigfrid Sirén                                  |
| 8     | Maison Sunn                              |       |                                                      |
| 12    | Maison Balder                            |       | Pehr Granstedt                                       |
| 13    | Magasin Lundqvist                        |       | Selim A. Lindqvist Elia Heikel                       |
| 14    | Maison Brummer                           |       | Jean Wiik                                            |
| 16    | Maison Remander                          |       | Frans Ludvig Calonius                                |
| 17    | WTC                                      |       | Pauli Blomstedt                                      |
| 18    | Maison Sederholm                         |       | Samuel Berner                                        |
| 19    | Immeuble Hermes                          |       | Grahn, Hedman & Wasastjerna                          |
| 20    | Maison Bock                              |       | dont Carl Ludvig Engel                               |
| 21    | Immeuble Tallberg                        |       | S. Michailoff Elia Heikel                            |
| 22    | Maison Burtz                             |       | dont Jean Wik                                        |
| 23    | Ancienne maison des étudiants d’Helsinki |       | Axel Hampus Dalström                                 |
| 28    | Maison Kiseleff                          |       | dont Carl Ludvig Engel                               |
| 30-34 | Ancien siège de la Suomen Yhdyspankki    |       | Ole Gripenberg                                       |
| 36 b  | Suomen Yhdyspankki                       |       | Walter Runeberg                                      |
| 44    | Bâtiment Pohjola                         |       | Ines et Agathon Törnvall Gesellius-Lindgren-Saarinen |
| 46    | Passage Wrede                            |       | Karl August Wrede                                    |
| 50    | Domus Litonii                            |       | Gustaf Leander Valter Jung                           |
| 52    | Grand magasin Stockmann                  |       | Sigurd Frosterus Ole Gripenberg                      |

## Rues croisées d'Est en Ouest
- Mariankatu
- Ritarikatu
- Helenankatu
- Katariinankatu, Snellmaninkatu
- Sofiankatu
- Unioninkatu
- Fabianinkatu
- Kluuvikatu
- Mikonkatu
- Keskuskatu